# Castillo de Villahaleva
El castillo de Villahaleva, también conocido como castillo de Vilahaleva, castillo de Vialeva o castillo de Villafaleva, en el municipio de Torralba del Pinar, en la comarca del Alto Mijares, es una construcción fortificada catalogada como Bien de Interés Cultural por declaración genérica (bajo la protección de la Declaración genérica del Decreto de 22 de abril de 1949, y la Ley 16/1985 sobre el Patrimonio Histórico Español), que presenta anotación ministerial: R-I-51-0012070, desde el 7 de mayo de 2007.
Los actuales restos del castillo se pueden encontrar en un promontorio en el centro del valle que sirve de unión a los municipios de Ayódar y Torralba del Pinar, pese a que se ubica dentro de la demarcación municipal de Torralba del Pinar.

## Historia
El castillo de Villahaleva, es de origen islámico, sigue las pautas de la arquitectura militar medieval y su ubicación, en un estratégico lugar entre diversos municipios, hace considerar como lógica la hipótesis de que debió ser un punto de control del valle en el que se localiza.
El hecho de encontrarse alejado de la población de Torralba del Pinar, hace pensar a los autores en que en un primer momento no tenía relación directa con este núcleo poblacional. Pese a ello se sabe que perteneció a Zayd Abu Zayd, de modo que tras el pacto firmado en Calatayud (que permitía al rey de Aragón quedarse con la cuarta parte de todas las tierras, villas y castillos que él pudiese recuperar), una vez llegadas las tropas de Jaime I de Aragón y reconquistado la zona, el castillo pasó a disposición del monarca de Aragón; y el gobernador almohade consiguió ayuda para expulsar de Valencia al usurpador Zaén con la protección de Ximén Pérez, los Azagra y otros caballeros aragoneses. Cuando en 1232 se firma el segundo tratado de vasallaje y protección de Abú Zayd con Jaime I, el gobernador almohade perdió los derechos sobre Valencia y acabó convirtiéndose de gobernador almohade a señor feudal cristiano.
De este modo, tras la muerte del nuevo señor feudal convertido al cristianismo, su hijo Fernando heredó el castillo de Villahaleva, y más tarde, al morir este sin hijos (en 1262), en su testamento lega Torralba de Villamalur (hoy Torralba del Pinar) a su madre (María Ferrandis), la Torre de Argelita a su sobrina Sancha Eximenez (hija de Blasco Eximénez), y el castillo de Buynegro excepto Argelita a Teresa Eximénez otra de sus sobrinas.
En el documento citado, aparece nombrada Villahaleva, que es Villafaleva, y se refiere a la actual partida de Torralba llamada Vialeva, que es donde se encuentran los restos del antiguo castillo. Torralba no aparece nombrada, pero eso no significa que el núcleo poblacional no existiera, si no que fuera una población dependiente del Castillo de Villahaleva. Como la población sí aparece nombrada en otros documentos posteriores, su existencia medieval queda confirmada.
El castillo y las zonas pobladas de alrededor siguieron siendo habitadas hasta la expulsión de los moriscos en 1609.

## Descripción
Por los restos que quedan del castillo y la documentación existente, se puede afirmar que el castillo de Torralba del Pinar fue construido entre los siglos X y XII, con una clara función estratégica de control de los caminos que se frecuentaban en aquella época en el valle del Mijares. Su origen sería árabe y seguiría las pautas de la arquitectura militar medieval.
Los restos que se conservan son diversos trozos de lienzos de la muralla que se unen con las paredes rocosas del cerro en el que se sitúa el castillo.
El castillo debía ser de pequeñas dimensiones (atendiendo al espacio que existe en el cerro rocoso donde se ubicaba), de forma poligonal que se adaptaba totalmente a la orografía del terreno.